# شوتا ناغاي
شوتا ناغاي (باليابانية: 永井 俊太) (12 يوليو 1982 في طوكيو في اليابان – )؛ هو لاعب كرة قدم ياباني سابق كان يلعب كلاعب وسط.

## وصلات خارجية
- شوتا ناغاي على موقع الاتحاد الدولي (مؤرشف)  (الإنجليزية)
- شوتا ناغاي على موقع رابطة كرة القدم اليابانية للمحترفين (اليابانية)
- شوتا ناغاي على موقع قاعدة بيانات كرة القدم.إي يو (الإنجليزية)
- شوتا ناغاي على موقع Soccerway.com (الإنجليزية)
- شوتا ناغاي على موقع عالم كرة القدم.نت (الإنجليزية)